# ʻAkilisi Pohiva
Samuela ʻAkilisi Pohiva (ur. 7 kwietnia 1941, zm. 12 września 2019) – tongański polityk, deputowany do parlamentu od 1987, lider Demokratycznej Partii Wysp Przyjaznych, od 30 grudnia 2014 do śmierci premier Tonga.

## Życiorys
Ukończył studia na Uniwersytecie Południowego Pacyfiku na Fidżi (licencjat z historii, polityki i socjologii), po czym pracował jako nauczyciel. Pod koniec lat 70. został aktywnym działaczem ruchu demokratycznego na Tonga. Na początku lat 80. prowadził comiesięczną audycję radiową zatytułowaną „Matalafo Laukai”. W 1984 ze względu na krytykę rządu został odsunięty od pracy w administracji publicznej.
W 1987 po raz pierwszy został wybrany do Zgromadzenia Ustawodawczego. W kolejnych latach odnawiał mandat deputowanego. Jako działacz na rzecz demokracji domagał się przejrzystości w rządzeniu i walki z korupcją w Królestwie Tonga. W 1996 został pozbawiony wolności pod zarzutem obrazy parlamentu. Został jednak zwolniony po wyroku Sądu Najwyższego, który uznał jego uwięzienie za bezprawne i niekonstytucyjne. W 2002 został oskarżony o działalność wywrotową z powodu publikacji artykułu zarzucającego królowi posiadanie sekretnego majątku. Został oczyszczony z zarzutu przez ławę przysięgłych rok później. W styczniu 2007 został ponownie oskarżony o działalność wywrotową za swoją działalność w czasie zamieszek w Nukuʻalofie w listopadzie 2006.
We wrześniu 2010 założył własne ugrupowanie polityczne, Demokratyczną Partię Wysp Przyjaznych (Democratic Party of the Friendly Islands, DPFI). W jej skład weszło część członków Ruchu na rzecz Praw Człowieka i Demokracji (HRDM). W wyborach parlamentarnych w listopadzie 2010 partia zdobyła 12 z 17 podlegających wyborom powszechnym mandatów i stała się dzięki temu najliczniejszą siłą polityczną w Zgromadzeniu Ustawodawczym. ʻAhilisi Pokiva przyjął tekę ministra zdrowia w rządzie Tuʻivakanō, ale po niespełna dwóch tygodniach zrezygnował.
W opozycji Pohiva kontynuował działania na rzecz dalszej demokratyzacji ustroju Tonga. W październiku 2013 zapowiedział, że jego partia złoży projekt reformy prawa wyborczego, tak aby wszyscy posłowie do Zgromadzenia Ustawodawczego – zarówno 17 posłów z ludu, jak i 9 przedstawicieli szlachty – byli wybierani w głosowaniu powszechnym. Przed kolejnymi wyborami nie udało się jednak wprowadzić takiej zmiany.
Wkrótce po wyborach w 2014 roku został w tajnym głosowaniu wybrany przez Zgromadzenie Ustawodawcze premierem Tonga. We własnym rządzie objął równocześnie teki ministra spraw zagranicznych i handlu oraz edukacji i kształcenia.